# Stelis cuencana
Stelis cuencana är en orkidéart som beskrevs av Rudolf Schlechter. Stelis cuencana ingår i släktet Stelis och familjen orkidéer. Inga underarter finns listade i Catalogue of Life.